# Listen (album của David Guetta)
Listen là album phòng thu thứ sáu của Pháp DJ David Guetta, được phát hành vào 21 tháng 11 năm 2014. Nó có tính năng cộng tác với các nghệ sĩ từ R&B, hip hop, alternative rock và pop thế giới như Sam Martin, Emeli Sandé, The Script, Nicki Minaj, John Legend, Nico & Vinz, Ryan Tedder (ca sĩ chính của ban nhạc pop rock OneRepublic), Sia, Magic!, Bebe Rexha, Nhóm hợp xướng nam Nam Phi Ladysmith Black Mambazo, Ms. Dynamite, Elliphant, Birdy, Jaymes Young, Sonny Wilson, Vassy, và Skylar Grey. Nó cũng có tính năng sản xuất bổ sung từ cộng tác viên thường xuyên của Guetta Giorgio Tuinfort, Avicii, Afrojack, Nicky Romero, Showtek, và Stadiumx trong số những người khác, với các khoản tín dụng bằng văn bản bổ sung từ Austin Bisnow, Jason Evigan, Julie Frost, và The-Dream trong số những người khác.

## Bối cảnh
Listen là album phòng thu đầu tiên của David Guetta trong ba năm kể từ khi phát hành của thương mại thành công Nothing but the Beat (2011), đã bán được 3 triệu bản trên toàn thế giới. Theo Guetta, Listen là album riêng tư nhất của mình chưa, phản ánh ly hôn với vợ 22 năm, Cathy Guetta: "Cho đến hôm nay tôi đã làm rất nhiều bài hát về hạnh phúc, tình yêu và sự quyến rũ và chỉ có một bữa tiệc - đó là về cơ bản cuộc sống của tôi, bạn biết Và gần đây, cuộc sống cá nhân của tôi đã được một chút khó khăn hơn, do đó, nó cũng phản ánh trong album?, vào những điều mà chúng ta đang nói về, vào loại hợp âm. tôi chưa bao giờ làm điều này, bởi vì ngay cả đối với tôi nó là tất cả về làm cho mọi người nhảy múa. " Guetta cũng cho biết ông muốn tái tạo lại chính mình với album, lái đi từ thị âm thanh và vũ đạo, ông trở nên nổi tiếng với One Love (2009):

"Khi bạn là một chút ở đầu của trò chơi, những gì còn lại, ngoại trừ sợ hãi để đi xuống? Tôi không bao giờ muốn cảm thấy như thế này, vì vậy tôi nghĩ rằng cách tốt nhất để tránh nó là loại bắt đầu từ đầu một lần nữa. Cho đến hôm nay tôi đã luôn luôn bắt đầu với nhịp và sau đó viết các bài hát trên đó. lần này tôi đã bắt đầu với piano, giọng nói và guitar, sau đó sản xuất xung quanh bài hát. tôi đã thực sự thay đổi tất cả mọi thứ, giống như cách tôi đã làm việc, những người tôi đã làm việc với -. tất cả mọi thứ "

Trong một cuộc phỏng vấn với Billboard, Guetta cho biết ông đã chuyển đi từ hiện tại EDM và house âm thanh, trên hai album quốc tế phát hành trước đây của mình One Love và Nothing but the Beat cùng với Listen, bằng cách thêm các yếu tố của âm nhạc khác như classical music, acoustic music, và piano ballads: "Tôi nhớ linh hồn và cảm xúc. Rất nhiều EDM gần đây dựa vào thủ đoạn sản xuất mà làm cho âm thanh rất lớn. Tôi nghĩ rằng nó không đủ. Những bài hát này có thể được chơi bởi một dàn nhạc cổ điển, một ban nhạc rock, hay một ban nhạc funk, và họ sẽ là tuyệt vời. Nó không giống như, 'Oh wow, nếu bạn không có đá méo mó này rất lớn, có gì khác.'"

## Tiếp nhận

### tiếp nhận phê bình
Listen nhận được các ý kiến trái chiều từ music critics. Tại Metacritic, mà gán một Trung bình cộng có trọng số hạng 100 để đánh giá từ các nhà phê bình chính thống, album đã nhận được một số điểm trung bình là 51, dựa trên 8 đánh giá, mà chỉ đánh giá hỗn hợp hoặc trung bình.

### hiệu suất thương mại
Listen đứng vị trí số 8 trên bảng xếp hạng Anh Quốc, bán 24.385 bản trong tuần đầu tiên của nó. Tại Hoa Kỳ, album ra mắt ở vị trí thứ 22 trên Billboard 200, với tuần đầu tiên doanh số 25.000 bản. Listen cũng đứng vị trí số một trên Dance/Electronic Albums chart. Sau 24 tuần trên bảng xếp hạng Billboard 200, Nghe có tăng lớn, nhảy từ số 30 đến số 4, làm Guetta của album-biểu đồ cao nhất tại Hoa Kỳ.

## Bài Hát
- "Lovers on the Sun" đã được phát hành như là đĩa đơn đầu tiên từ album vào tháng 30, 2014. Bài hát có giọng hát nghệ sĩ thu âm người Mỹ Sam Martin. Ca khúc đạt số một trên UK Singles Chart, và đã được chứng nhận bạc bởi các BPI. Các video âm nhạc là người đầu tiên của chiến dịch album để tính năng cảnh quay hành động sống, nhưng Guetta không xuất hiện trong đoạn video. Các tính năng video cảnh đặt trong những gì được miêu tả là một Tây spaghetti. Tính đến tháng 4 năm 2015, ca khúc này đã bán được 800.000 bản trên toàn thế giới.
- "Dangerous" đã được phát hành như là đĩa đơn thứ hai từ album vào ngày 5 tháng 10 năm 2014. Các ca khúc một lần nữa các tính năng giọng hát từ Sam Martin. Các theo dõi lên đến đỉnh điểm tại năm trên UK Singles Chart. Tính đến tháng 6 năm 2015, ca khúc này đã bán được 1.000.000 bản trên toàn thế giới với hơn 400.000 và 200.000 bản tại Đức và Anh một mình.
- "What I Did for Love" đã được phát hành như là đĩa đơn thứ ba từ album. Các theo dõi các tính năng giọng hát nghệ sĩ thu âm người Anh Emeli Sande. Bài hát đã được thêm vào BBC Radio 1 playlist trên 26 Tháng Một năm 2015, và được phát hành chính thức tại Anh vào ngày 22 tháng 2 năm 2015.[10] Các ca khúc đạt vị trí sáu trên UK Singles Chart, và lọt vào top-ten ở Scotland, Israel, Áo và Hungary cũng như trên hai mươi ở Australia, Đức và Ireland. Ca khúc đã từ đi bán được vượt quá 200.000 bản tại Anh một mình; chi tiêu tuần over.20 liên tiếp trên UK Singles Chart.
- "Hey Mama" ảnh hưởng Top 40 đài phát thanh chính tại Mỹ như là single thứ tư từ album vào ngày 17 Tháng 3 2015.[11] Bài hát có giọng hát từ Nicki Minaj và Bebe Rexha và cũng có tính năng DJ Afrojack. Bài hát này đã thành công, đạt top-ten tại Úc, Vương quốc Anh và Hoa Kỳ cũng như trong 13 quốc gia khác. Bài hát đã được phát hành cho đài phát thanh châu Âu tháng 5 năm 2015.
- Ngày 31 tháng bảy 2015, David Guetta bố việc phát hành "Sun Goes Down" là đĩa đơn thứ năm kể từ album, với sản xuất bổ sung từ nhạc điện tử Hà Lan Showtek đặc trưng ban nhạc reggae-pop Canada MAGIC!, và nghệ sĩ thu âm người Hà Lan Sonny Wilson.[12]
- "Clap Your Hands" đã được công bố như là một lời trêu ghẹo từ việc phát hành lại, Listen Again vào ngày 02 tháng 10 năm 2015. Đó là một sự hợp tác giữa Guetta và GLOWINTHEDARK.[13]
- Đĩa đơn thứ hai từ khi tái phát hành, một phiên bản mới của "Bang My Head" có tính năng giọng hát của Sia và Fetty Wap, được phát hành vào ngày 30 tháng 10 năm 2015. Các phiên bản gốc lên đến đỉnh điểm ở vị trí thứ 79 ở Pháp.

### Bài hát xếp khác
- "Shot Me Down" được phát hành vào ngày 03 tháng 2 năm 2014. Các tính năng theo dõi giọng hát nghệ sĩ thu âm Mỹ, Skylar Grey. Ca khúc đạt số bốn trên UK Singles Chart. Các video âm nhạc hoàn toàn là hoạt hình và các tính năng hình ảnh thị giác tương tự như trên bìa bài hát. Nó có sẵn trên các phiên bản cao cấp của Listen và hơn thế nữa Listen Again.
- "Bad" được phát hành vào ngày 17 tháng 3, năm 2014. Ca khúc có giọng hát nghệ sĩ ghi âm Úc Vassy và sản xuất từ Showtek. Các ca khúc đạt số hai mươi hai trên UK Singles Chart. Một lần nữa, MV được hoàn toàn hoạt hình và các tính năng cảnh của zombies trên xe máy với súng, trong khi quân đội đang cố gắng để bảo vệ trái đất. Nó có sẵn trên các phiên bản cao cấp của Listen và hơn thế nữa Listen Again.
- "Blast Off", Hợp tác Guetta với Kaz James đã được phát hành vào ngày 09 tháng 6 năm 2014. Bài hát được không bao gồm trên Listen nhưng xuất hiện trên Listen Again danh sách theo dõi.
- "Pelican" đã được phát hành trên iTunes và Google Play như là duy nhất quảng cáo trên 20 Tháng Mười Một 2015.[14]

Một số bài hát khác xếp ở Pháp và Đức;"The Whisperer" đạt vị trí số 96 ở Pháp và "No Money No Love", "Goodbye Friend", "Listen" và"I'll Keep Loving You" đạt vị trí số 94, 93, 85 và 96 ở Đức tương ứng.

## Danh sách bài hát
| Listen – phiên bản tiêu chuẩn | Listen – phiên bản tiêu chuẩn                                         | Listen – phiên bản tiêu chuẩn                                                                                     | Listen – phiên bản tiêu chuẩn                                              | Listen – phiên bản tiêu chuẩn |
| STT                           | Nhan đề                                                               | Sáng tác | người sản xuất                                                             | Thời lượng                    |
| ----------------------------- | --------------------------------------------------------------------- | --- | -------------------------------------------------------------------------- | ----------------------------- |
| 1.                            | "Dangerous" (featuring Sam Martin)                                    | David Guetta Giorgio Tuinfort Sam Martin Jason Evigan Lindy Robbins                                               | Guetta Tuinfort Martin [a] Evigan [a]                                      | 3:23                          |
| 2.                            | "What I Did for Love" (featuring Emeli Sandé)                         | Guetta Tuinfort Breyan Stanley Isaac Evigan Martin Sean Douglas                                                   | Guetta Tuinfort                                                            | 3:27                          |
| 3.                            | "No Money No Love" (with Showtek featuring Elliphant và Ms. Dynamite) | Guetta Wouter Janssen Sjoerd Janssen Nick Rotteveel Tuinfort Ester Dean Terius "The-Dream" Nash                   | Guetta Showtek Nicky Romero Tuinfort                                       | 3:57                          |
| 4.                            | "Lovers on the Sun" (featuring Sam Martin)                            | Guetta Tim Bergling Tuinfort Frédéric Riesterer Michael Einziger Martin Evigan                                    | Guetta Avicii Tuinfort Riesterer Daddy's Groove [b] Evigan [c]             | 3:23                          |
| 5.                            | "Goodbye Friend" (featuring The Script)                               | Guetta Riesterer Tuinfort Martin Evigan Douglas Isaac Danny O'Donoghue Mark Sheehan Zsolt Milichovszki David Nagy | Guetta Riesterer Stadium X Tuinfort [b] Andrew Frampton [c] O'Donoghue [c] | 3:49                          |
| 6.                            | "Lift Me Up" (featuring Nico & Vinz và Ladysmith Black Mambazo)       | Guetta Tuinfort Danny Majic Geoffro Early Justin Franks Nico Sereba Vincent Dery Julie Frost                      | Guetta Tuinfort                                                            | 3:58                          |
| 7.                            | "Listen" (featuring John Legend)                                      | Guetta Tuinfort Austin Bisnow Riesterer Evigan John Stephens Sarah Rayne Joaquin Howard Banuelos                  | Guetta Tuinfort Austin Bis [c]                                             | 3:46                          |
| 8.                            | "Bang My Head" (featuring Sia)                                        | Guetta Tuinfort Rotteveel Marcus van Wattum Christian Karlsson Sia Furler Vincent Pontare Magnus Lidehäll         | Guetta Tuinfort Romero Wattum                                              | 3:53                          |
| 9.                            | "Yesterday" (featuring Bebe Rexha)                                    | Guetta Bergling Tuinfort Bebe Rexha Douglas                                                                       | Guetta Avicii Tuinfort                                                     | 4:03                          |
| 10.                           | "Hey Mama" (featuring Nicki Minaj, Bebe Rexha and Afrojack)           | Guetta Tuinfort Nick van de Wall Dean Rexha Douglas Onika Miraj                                                   | Guetta Afrojack Tuinfort Dean [a]                                          | 3:12                          |
| 11.                           | "Sun Goes Down" (with Showtek featuring Magic! và Sonny Wilson)       | Guetta Tuinfort W. Janssen S. Janssen Nasri Atweh Lukas Loules Mark Pellizzer                                     | Guetta Showtek Lukas Loules                                                | 3:31                          |
| 12.                           | "S.T.O.P" (featuring Ryan Tedder)                                     | Guetta Tuinfort Pierre-Luc Rioux Justin Davey Vinay Vyas Ryan Tedder                                              | Guetta Tuinfort                                                            | 3:34                          |
| 13.                           | "I'll Keep Loving You" (featuring Birdy và Jaymes Young)              | Guetta Riesterer Tuinfort Teemu Brunila Jaymes Young Birdy Matt Dragstrem                                         | Guetta Riesterer                                                           | 3:08                          |
| 14.                           | "The Whisperer" (featuring Sia)                                       | Guetta Tuinfort Furler                                                                                            | Guetta Tuinfort                                                            | 3:54                          |
| Tổng thời lượng:              | Tổng thời lượng:                                                      | Tổng thời lượng:                                                                                                  | Tổng thời lượng:                                                           | 50:58                         |

| Listen – Deluxe edition (bonus disc) | Listen – Deluxe edition (bonus disc)                               | Listen – Deluxe edition (bonus disc)                                                                                    | Listen – Deluxe edition (bonus disc)       | Listen – Deluxe edition (bonus disc) |
| STT                                  | Nhan đề                                                            | Sáng tác | người sản xuất                             | Thời lượng                           |
| ------------------------------------ | ------------------------------------------------------------------ | --- | ------------------------------------------ | ------------------------------------ |
| 15.                                  | "Bad" (with Showtek featuring Vassy)                               | David Guetta W. Janssen S. Janssen Tuinfort Ossama Al Sarraf Ned Shepard Manuel Reuter Vasiliki Karagiorgos Nick Turpin | Guetta Showtek Sultan + Ned Shepard Reuter | 2:50                                 |
| 16.                                  | "Rise" (featuring Skylar Grey)                                     | Guetta Tuinfort Holly Brook Hafermann Claude Kelly                                                                      | Guetta Tuinfort                            | 3:55                                 |
| 17.                                  | "Shot Me Down" (featuring Skylar Grey)                             | Guetta Tuinfort Sonny Bono                                                                                              | Guetta Tuinfort Ralph Wegner [a]           | 3:11                                 |
| 18.                                  | "Dangerous" (featuring Sam Martin) (Robin Schulz remix radio edit) | Guetta Tuinfort Martin Evigan Robbins                                                                                   | Guetta Tuinfort Martin [a] Evigan [a]      | 3:20                                 |
| Tổng thời lượng:                     | Tổng thời lượng:                                                   | Tổng thời lượng: | Tổng thời lượng:                           | 64:14                                |

### Listen Again
| Listen Again – Disc one | Listen Again – Disc one                                               | Listen Again – Disc one                                                                                           | Listen Again – Disc one                                                    | Listen Again – Disc one |
| STT                     | Nhan đề                                                               | Sáng tác | người sản xuất                                                             | Thời lượng              |
| ----------------------- | --------------------------------------------------------------------- | --- | -------------------------------------------------------------------------- | ----------------------- |
| 1.                      | "Dangerous" (featuring Sam Martin)                                    | David Guetta Giorgio Tuinfort Sam Martin Jason Evigan Lindy Robbins                                               | Guetta Tuinfort Martin [a] Evigan [a]                                      | 3:23                    |
| 2.                      | "What I Did for Love" (featuring Emeli Sandé)                         | Guetta Tuinfort Breyan Stanley Isaac Evigan Martin Sean Douglas                                                   | Guetta Tuinfort                                                            | 3:27                    |
| 3.                      | "No Money No Love" (with Showtek featuring Elliphant và Ms. Dynamite) | Guetta Wouter Janssen Sjoerd Janssen Nick Rotteveel Tuinfort Ester Dean Terius "The-Dream" Nash                   | Guetta Showtek Nicky Romero Tuinfort                                       | 3:57                    |
| 4.                      | "Lovers on the Sun" (featuring Sam Martin)                            | Guetta Tim Bergling Tuinfort Frédéric Riesterer Michael Einziger Martin Evigan                                    | Guetta Avicii Tuinfort Riesterer Daddy's Groove [b] Evigan [c]             | 3:23                    |
| 5.                      | "Goodbye Friend" (featuring The Script)                               | Guetta Riesterer Tuinfort Martin Evigan Douglas Isaac Danny O'Donoghue Mark Sheehan Zsolt Milichovszki David Nagy | Guetta Riesterer Stadium X Tuinfort [b] Andrew Frampton [c] O'Donoghue [c] | 3:49                    |
| 6.                      | "Lift Me Up" (featuring Nico & Vinz và Ladysmith Black Mambazo)       | Guetta Tuinfort Danny Majic Geoffro Early Justin Franks Nico Sereba Vincent Dery Julie Frost                      | Guetta Tuinfort                                                            | 3:58                    |
| 7.                      | "Listen" (featuring John Legend)                                      | Guetta Tuinfort Austin Bisnow Riesterer Evigan John Stephens Sarah Rayne Joaquin Howard Banuelos                  | Guetta Tuinfort Austin Bis [c]                                             | 3:46                    |
| 8.                      | "Bang My Head" (featuring Sia)                                        | Guetta Tuinfort Rotteveel Marcus van Wattum Christian Karlsson Sia Furler Vincent Pontare Magnus Lidehäll         | Guetta Tuinfort Romero Wattum                                              | 3:53                    |
| 9.                      | "Yesterday" (featuring Bebe Rexha)                                    | Guetta Bergling Tuinfort Bebe Rexha Douglas                                                                       | Guetta Avicii Tuinfort                                                     | 4:03                    |
| 10.                     | "Hey Mama" (featuring Nicki Minaj, Bebe Rexha and Afrojack)           | Guetta Tuinfort Nick van de Wall Dean Rexha Douglas Onika Miraj                                                   | Guetta Afrojack Tuinfort Dean [a]                                          | 3:12                    |
| 11.                     | "Sun Goes Down" (with Showtek featuring Magic! và Sonny Wilson)       | Guetta Tuinfort W. Janssen S. Janssen Nasri Atweh Lukas Loules Mark Pellizzer                                     | Guetta Showtek Lukas Loules                                                | 3:31                    |
| 12.                     | "S.T.O.P" (featuring Ryan Tedder)                                     | Guetta Tuinfort Pierre-Luc Rioux Justin Davey Vinay Vyas Ryan Tedder                                              | Guetta Tuinfort                                                            | 3:34                    |
| 13.                     | "I'll Keep Loving You" (featuring Birdy và Jaymes Young)              | Guetta Riesterer Tuinfort Teemu Brunila Jaymes Young Birdy Matt Dragstrem                                         | Guetta Riesterer                                                           | 3:08                    |
| 14.                     | "The Whisperer" (featuring Sia)                                       | Guetta Tuinfort Furler                                                                                            | Guetta Tuinfort                                                            | 3:54                    |
| Tổng thời lượng:        | Tổng thời lượng:                                                      | Tổng thời lượng:                                                                                                  | Tổng thời lượng:                                                           | 50:58                   |

| Listen Again – Disc two | Listen Again – Disc two                               | Listen Again – Disc two | Listen Again – Disc two                    | Listen Again – Disc two |
| STT                     | Nhan đề                                               | Sáng tác | người sản xuất                             | Thời lượng              |
| ----------------------- | ----------------------------------------------------- | --- | ------------------------------------------ | ----------------------- |
| 1.                      | "Bang My Head" (featuring Sia và Fetty Wap)           | David Guetta Giorgio Tuinfort Nick Rotteveel Marcus van Wattum Christian Karlsson Willie Maxwell II Sia Furler Vincent Pontare Magnus Lidehäll | Guetta Tuinfort Nicky Romero van Wattum    | 3:13                    |
| 2.                      | "Clap Your Hands" (with GLOWINTHEDARK)                | Guetta Albert Harvey Kevin Ramos | Guetta GLOWINTHEDARK                       | 3:55                    |
| 3.                      | "Bad" (with Showtek featuring Vassy)                  | Guetta Wouter Janssen Sjoerd Janssen Tuinfort Ossama Al Sarraf Ned Shepard Manuel Reuter Vasiliki Karagiorgos Nicholas Turpin                  | Guetta Showtek Sultan + Ned Shepard Reuter | 2:50                    |
| 4.                      | "Shot Me Down" (featuring Skylar Grey)                | Guetta Tuinfort Sonny Bono | Guetta Tuinfort Ralph Wegner [a]           | 3:07                    |
| 5.                      | "Blast Off" (with Kaz James) (radio edit)             | Guetta Kaz James Tuinfort Ebow Graham Pavan Mukhi Ralph Wegner                                                                                 | Guetta Tuinfort Wegner                     | 3:08                    |
| 6.                      | "The Death of EDM" (with Showtek featuring Beardyman) | Guetta W. Janssen S. Janssen Darren Foreman | Guetta Showtek                             | 4:55                    |
| 7.                      | "Pelican" (edit)                                      | Guetta Ralph Wegner Frederic Riesterer | Guetta Ralph Wegner Frederic Riesterer     | 3:25                    |
| 8.                      | "Bang My Head" (featuring Sia) (GLOWINTHEDARK Remix)  | Guetta Tuinfort Rotteveel van Wattum Karlsson Maxwell Furler Pontare Lidehäll                                                                  | Guetta Tuinfort Romero Wattum              | 3:48                    |
| Tổng thời lượng:        | Tổng thời lượng:                                      | Tổng thời lượng: | Tổng thời lượng:                           | 28:21                   |

| Listen Again – Disc Two (Japan bonus tracks) | Listen Again – Disc Two (Japan bonus tracks)                  | Listen Again – Disc Two (Japan bonus tracks)                    | Listen Again – Disc Two (Japan bonus tracks) | Listen Again – Disc Two (Japan bonus tracks) |
| STT                                          | Nhan đề                                                       | Sáng tác                                                        | người sản xuất                               | Thời lượng                                   |
| -------------------------------------------- | ------------------------------------------------------------- | --------------------------------------------------------------- | -------------------------------------------- | -------------------------------------------- |
| 9.                                           | "Hey Mama" (featuring Nicki Minaj, Tanaka Alice and Afrojack) | Guetta Tuinfort Nick van de Wall Dean Rexha Douglas Onika Miraj | Guetta Afrojack Tuinfort Dean [a]            | 3:13                                         |
| 10.                                          | "What I Did for Love" (featuring Namie Amuro)                 | Guetta Tuinfort Breyan Stanley Isaac Evigan Martin Sean Douglas | Guetta Tuinfort                              | 3:28                                         |
| Tổng thời lượng:                             | Tổng thời lượng:                                              | Tổng thời lượng:                                                | Tổng thời lượng:                             | 35:02                                        |

| Listen Again – Disc three (Listenin' Continuous Album Mix) | Listen Again – Disc three (Listenin' Continuous Album Mix)                                   | Listen Again – Disc three (Listenin' Continuous Album Mix) |
| STT                                                        | Nhan đề                                                                                      | Thời lượng                                                 |
| ---------------------------------------------------------- | -------------------------------------------------------------------------------------------- | ---------------------------------------------------------- |
| 1.                                                         | "Listenin' Intro"                                                                            | 1:13                                                       |
| 2.                                                         | "What I Did for Love vs. S.T.O.P." (featuring Emeli Sandé and Ryan Tedder)                   | 1:27                                                       |
| 3.                                                         | "What I Did for Love" (Morten Remix) (featuring Emeli Sandé)                                 | 2:27                                                       |
| 4.                                                         | "Lovers on the Sun" (Stadiumx Remix) (featuring Sam Martin)                                  | 3:37                                                       |
| 5.                                                         | "Yesterday vs. Lift Me Up" (featuring Bebe Rexha, Nico & Vinz and Ladysmith Black Mambazo)   | 2:44                                                       |
| 6.                                                         | "Dangerous" (Robin Schulz Remix) (featuring Sam Martin)                                      | 2:15                                                       |
| 7.                                                         | "Dangerous" (David Guetta Banging Remix) (featuring Sam Martin)                              | 2:45                                                       |
| 8.                                                         | "Sun Goes Down" (Brooks Remix) (featuring MAGIC! and Sonny Wilson)                           | 1:35                                                       |
| 9.                                                         | "Sun Goes Down" (Hugel Remix) (featuring MAGIC! and Sonny Wilson)                            | 2:25                                                       |
| 10.                                                        | "Bang My Head" (GLOWINTHEDARK Remix) (featuring Sia)                                         | 2:52                                                       |
| 11.                                                        | "Hey Mama" (Noodles Remix) (featuring Nicki Minaj, Bebe Rexha and Afrojack)                  | 1:43                                                       |
| 12.                                                        | "Hey Mama" (Afrojack Remix) (featuring Nicki Minaj, Bebe Rexha and Afrojack)                 | 0:31                                                       |
| 13.                                                        | "Hey Mama" (Club Killers Remix) (featuring Nicki Minaj, Bebe Rexha and Afrojack)             | 2:13                                                       |
| 14.                                                        | "Hey Mama" (Cesquaux & Jeremia Jones Remix) (featuring Nicki Minaj, Bebe Rexha and Afrojack) | 0:41                                                       |
| 15.                                                        | "I'll Keep Loving You vs. Yesterday" (featuring Birdy, Jaymes Young and Bebe Rexha)          | 2:48                                                       |
| 16.                                                        | "Lift Me Up vs. Bang My Head" (featuring Nico & Vinz, Ladysmith Black Mambazo and Sia)       | 2:52                                                       |
| 17.                                                        | "S.T.O.P. vs. Goodbye Friend" (featuring Ryan Tedder and The Script)                         | 2:52                                                       |
| 18.                                                        | "Clap Your Hands" (with GLOWINTHEDARK)                                                       | 3:22                                                       |
| 19.                                                        | "Bad" (featuring Vassy)                                                                      | 3:30                                                       |
| 20.                                                        | "Blast Off" (David Guetta and Kaz James)                                                     | 3:40                                                       |
| 21.                                                        | "Shot Me Down" (featuring Skylar Grey)                                                       | 3:19                                                       |
| 22.                                                        | "The Death of EDM" (featuring Beardyman)                                                     | 3:08                                                       |
| 23.                                                        | "Hey Mama vs. The Whisperer" (featuring Nicki Minaj, Bebe Rexha, Afrojack and Sia)           | 2:07                                                       |

| Listen Again – Disc three (Listenin' Continuous Album Mix) (iTunes bonus track) | Listen Again – Disc three (Listenin' Continuous Album Mix) (iTunes bonus track) | Listen Again – Disc three (Listenin' Continuous Album Mix) (iTunes bonus track) |
| STT                                                                             | Nhan đề                                                                         | Thời lượng                                                                      |
| ------------------------------------------------------------------------------- | ------------------------------------------------------------------------------- | ------------------------------------------------------------------------------- |
| 24.                                                                             | "Listenin' Continous Album Mix"                                                 | 56:17                                                                           |

Ghi chú
- ^[a]  có nghĩa là một nhà đồng sản xuất
- ^[b]  nghĩa một nhà sản xuất bổ sung
- ^[c]  có nghĩa là một nhà sản xuất thanh nhạc
- "Yesterday" có mẫu từ "Rehab" qua Amy Winehouse, Tuy nhiên, nó được thực hiện bởi Bebe Rexha.
- Những bài hát "Dangerous Part 2" với Trey Songz, Chris Brown và Sam Martin, "Rise" với Skylar Grey, "Ain't a Party" với Glowinthedark và Harrison Miya và Robin Schulz remix của "Dangerous" chỉ có sẵn trên các phiên bản của vật lý Listen Again. Đây là bonus track trên đĩa 2 của album đó. Một số bài hát được thay thế lại từ phiên bản gốc của các ấn bản deluxe của album Listen.
  - Những bài hát này sẽ không được trong tất cả các phiên bản của album Listen Again của tất cả các nước. Phiên bản này sẽ chỉ được bán tại Nhật Bản và một số nước ở châu Âu và châu Mỹ Latin.
- Phiên bản 2 đĩa được bán tại Nhật Bản, châu Âu và châu Mỹ Latinh của album bao gồm 12 bài hát đếm 4 track bonus thêm.

## Bảng Xếp Hạng
| BXH (2014–15)                                 | Vị trí đỉnh |
| --------------------------------------------- | ----------- |
| Album Úc (ARIA)                               | 11          |
| Album Áo (Ö3 Austria)                         | 3           |
| Album Bỉ (Ultratop Vlaanderen)                | 4           |
| Album Bỉ (Ultratop Wallonie)                  | 6           |
| Album Canada (Billboard)                      | 8           |
| Album Quốc tế Croatia (HDU)                   | 3           |
| Album Đan Mạch (Hitlisten)                    | 7           |
| Album Hà Lan (Album Top 100)                  | 11          |
| Album Phần Lan (Suomen virallinen lista)      | 19          |
| Album Pháp (SNEP)                             | 3           |
| Album Đức (Offizielle Top 100)                | 3           |
| Album Hungaria (MAHASZ)                       | 1           |
| Album Ireland (IRMA)                          | 9           |
| Album Ý (FIMI)                                | 8           |
| Nhật Bản (Oricon)                             | 23          |
| Album New Zealand (RMNZ)                      | 15          |
| Album Na Uy (VG-lista)                        | 4           |
| Album Bồ Đào Nha (AFP)                        | 19          |
| Album Scotland (OCC)                          | 9           |
| Nam Phi (RISA)                                | 13          |
| Album Thụy Điển (Sverigetopplistan)           | 15          |
| Album Thụy Sĩ (Schweizer Hitparade)           | 2           |
| Album Anh Quốc (OCC)                          | 8           |
| Album Anh Quốc Dance (OCC)                    | 1           |
| Album Hoa Kỳ Billboard 200                    | 4           |
| Album Hoa Kỳ Top Dance/Electronic (Billboard) | 1           |

| BXH (2014)                                     | Vị trí đỉnh |
| ---------------------------------------------- | ----------- |
| Bỉ (Ultratop Flanders)                         | 79          |
| Bỉ (Ultratop Wallonia)                         | 55          |
| Đức (Official German Charts)                   | 42          |
| Ý                                              | 64          |
| BXH (2015)                                     | Vị trí đỉnh |
| Bỉ (Flanders)                                  | 50          |
| Hoa Kỳ Billboard 200                           | 53          |
| Hoa Kỳ Top Dance/Electronic Albums (Billboard) | 1           |

## Chứng Chỉ
| Quốc gia                                                                           | Chứng nhận  | Số đơn vị/doanh số chứng nhận |
| ---------------------------------------------------------------------------------- | ----------- | ----------------------------- |
| Úc (ARIA)                                                                          | Vàng        | 35.000^                       |
| Áo (IFPI Áo)                                                                       | Vàng        | 7.500*                        |
| Brasil (Pro-Música Brasil)                                                         | Vàng        | 20,000*                       |
| Pháp (SNEP)                                                                        | 2× Bạch Kim | 200,000*                      |
| Đức (BVMI)                                                                         | Vàng        | 0‡                            |
| Hungary (Mahasz)                                                                   | Bạch Kim    | 6,000^                        |
| Ý (FIMI)                                                                           | Vàng        | 25.000*                       |
| Thụy Điển (GLF)                                                                    | 2× Bạch Kim | 80,000‡                       |
| Thụy Sĩ (IFPI)                                                                     | Vàng        | 10,000^                       |
| Tây Ban Nha (PROMUSICAE)                                                           | Vàng        | 20.000‡                       |
| Anh Quốc (BPI)                                                                     | Vàng        | 100.000*                      |
| * Chứng nhận dựa theo doanh số tiêu thụ. ^ Chứng nhận dựa theo doanh số nhập hàng. |             |                               |

## Lịch sử Phát hành
| Khu         | Ngày                 | định dạng               | Nhãn                          |
| ----------- | -------------------- | ----------------------- | ----------------------------- |
| Úc          | 21 tháng 11 năm 2014 | CD download kỹ thuật số | What A Music Parlophone       |
| Đức         | 21 tháng 11 năm 2014 | CD download kỹ thuật số | What A Music Parlophone       |
| New Zealand | 21 tháng 11 năm 2014 | CD download kỹ thuật số | What A Music Parlophone       |
| Pháp        | 24 tháng 11 năm 2014 | CD download kỹ thuật số | What A Music Parlophone       |
| Ý           | 24 tháng 11 năm 2014 | CD download kỹ thuật số | What A Music Parlophone       |
| Anh Quốc    | 24 tháng 11 năm 2014 | CD download kỹ thuật số | What A Music Parlophone       |
| Hoa Kỳ      | 24 tháng 11 năm 2014 | CD download kỹ thuật số | What A Music Atlantic Records |